# Karl Emil Krummacher
Karl Emil Krummacher (ur. 8 lipca 1830 w Langenberg, zm. 28 stycznia 1899 w Elberfeld) – niemiecki teolog kalwiński.

## Życiorys
Karl Emil Krummacher urodził się 8 lipca 1830 roku w miejscowości Langenberg. Jego ojcem był Emil Wilhelm Krummacher, znany niemiecki teolog kalwiński i pisarz. Karl miał starszego brata, Hermanna Friedricha.
Karl Emil studiował teologię. Po studiach został pastorem i superintendentem w Elberfeld. W tym samym czasie został prezesem Niemieckiego Stowarzyszenia Młodzieży Ewangelickiej (dziś YMCA) i prezesem Zachodnioniemieckiego Stowarzyszenia Młodzieży (dziś YMCA - Konfederacja Zachodnia, niem. CVJM-Westbund).
Karl Emil Krummacher zmarł 28 stycznia 1899 roku w Elberfeld.

## Prace
- Lebensbilder von Freunden und Förderern evangelischer Jünglingsvereine, 1882[4]